# 龙石镇
龙石镇，是中华人民共和国重庆市大足区下辖的一个乡镇级行政单位。

## 歷史沿革
民國24年析珠溪聯保置石龍聯保。26年恢復鄉鎮制稱石龍鄉，至解放相沿。1958年建公社，1981年更名青山公社，1984年改為鄉，更名龍石。1985年轄13村，人口19,726人。1993年建鎮，所轄如故，人口21,096人。2003年並村：並石馬入石龍村，雙拱入鳳凰村，金谷入青山村，龍橋入白土村，龍門入萬福村，旱橋入新生村。保家村不變。轄7村1居委。
- 舊龍石鄉（13）：石馬村、石龍村、鳳凰村、金谷村、青山村、龍門村、萬福村、雙拱村、白土村、龍橋村、新生村、旱橋村、保家村

## 行政区划
龙石镇下辖以下地区：
石马社区、石龙村、凤凰村、青山村、白土村、万福村、新生村和保家村。
2003年區劃調整保留保家村及原名。